# Wilaya Maskat
Die Wilaya Maskat (arabisch ولاية مسقط, DMG Wilāyat Masqaṭ) ist eine Wilaya mit 31.317 Einwohnern (Stand: Zensus von 2020) im Sultanat Oman innerhalb des Gouvernements Maskat. Hauptstadt ist die gleichnamige Stadt Maskat, welche zugleich auch die Hauptstadt des Oman ist und im äußersten Nordwesten dieser Wilaya liegt. Mit der Route 1 durchquert dabei eine Fernstraße alleine die Hauptstadt, welche noch von der aus dem Süden kommenden Route 17 gespeist wird. An Sehenswürdigkeiten sind vor allem die Strände sehr prominent, welche sich über die komplette Küstenlinie verteilen.

## Orte
Nach Einwohnern ist die Hauptstadt Maskat mit 24.099 Einwohnern (Stand 2020) die mit Abstand größte. Danach kommen noch Yiti, as-Sifa und al-Chiran mit Einwohnerzahlen über der Tausender-Marke. Insgesamt gibt es 15 Orte, die in dieser Wilaya liegen.

## Bevölkerung
| Jahr      | 2003   | 2010   | 2020   |
| --------- | ------ | ------ | ------ |
| Einwohner | 24.893 | 27.216 | 31.317 |